# Clan Orlando
Il clan Orlando è un sodalizio camorristico operante sul territorio del comune di Marano di Napoli, con presenza anche a Quarto e Calvizzano. Gli Orlando, insieme ai Polverino, sono considerati i successori del clan Nuvoletta.

## Storia
L'organizzazione è nata come storica costola del clan Nuvoletta, di cui mantengono anche legami di sangue. Anche se diversi membri della famiglia Orlando sono noti nelle cronache dagli anni '50, il clan ha iniziato a guadagnare notorietà e potere alla fine degli anni '90, in particolare dopo la caduta dei Nuvoletta.
Alla fine degli anni ‘90, gli Orlando scelgono di appoggiare Giuseppe Polverino, capo del clan Polverino e vengono riconosciuti come un gruppo autonomo, non più una costola dei Nuvoletta. Insieme ai Polverino, decisero di entrare nel traffico di hashish proveniente dal Marocco.
Grazie ai rapporti storici con la famiglia Nuvoletta, il clan Orlando ebbe ottimi contatti con Cosa nostra.
Secondo gli inquirenti, dall'arresto di Giuseppe Polverino nel 2012, il clan Orlando ha acquisito il pieno controllo delle attività illecite a Marano.
Il capo storico del clan è Antonio Orlando, soprannominato "o Mazzolino". Il 27 novembre 2018, dopo 15 anni di latitanza, Orlando è stato arrestato a Mugnano di Napoli.

## Fatti recenti
- Nel 2018, I Carabinieri del gruppo di Castello di Cisterna hanno arrestato 30 elementi di spicco del clan e responsabili, a vario titolo, di associazione di tipo mafioso e di estorsione aggravata dal metodo mafioso, traffico di stupefacenti e detenzione di armi da guerra.[6]
- Il 5 Febbraio 2020, la Direzione Distrettuale Antimafia ha arrestato 24 affiliati del clan accusati di appartenere ad un’associazione finalizzata al traffico di sostanze stupefacenti,  spaccio e detenzione ai fini di spaccio in concorso, con l’aggravante di associazione camorristica.[7]